# Elżbieta Krzesińska
Elżbieta Maria Krzesińska (Varsovia, 11 de noviembre de 1934-29 de diciembre de 2015), también llamada Elżbieta Duńska, fue una atleta polaca, especializada en la prueba de salto de longitud en la que llegó a ser campeona olímpica en 1956 y plusmarquista mundial durante casi un año, desde el 11 de septiembre de 1955 al 20 de agosto de 1956.

## Carrera deportiva
En los JJ. OO. de Melbourne 1956 ganó la medalla de oro en el salto de longitud, con una marca de 6.35 metros que igualaba el récord del mundo, superando a la estadounidense Willye White (plata con 6.09 metros) y la soviética Nadezhda Dvalishvili (bronce con 6.07 metros); cuatro años después, en las Olimpiadas de Roma 1960 ganó la plata, tras la soviética Wera Krepkina.